# Eclipse lunar de junio de 2011
| Previo                                            | Eclipse \| Eclipse total \| Saros |
| Posterior                                         | Eclipse \| Eclipse total \| Saros |
| Eclipse lunar total del 15 de junio de 2011.      |                                   |
| El eclipse visto desde Dar es Salaam, Tanzania.   |                                   |
| Saros                                             | 130 (34 de 72)                    |
| Gama                                              | 0.0897                            |
| Duración (h:min:s)                                |                                   |
| Totalidad                                         | 01:40:52                          |
| Parcial                                           | 03:39:58                          |
| Penumbra                                          | 05:39:10                          |
| Contactos                                         |                                   |
| P1                                                | 17:23:05 UTC                      |
| U1                                                | 18:22:37 UTC                      |
| U2                                                | 19:22:11 UTC                      |
| Totalmente                                        | 20:12:37 UTC                      |
| U3                                                | 21:03:22 UTC                      |
| U4                                                | 22:02:35 UTC                      |
| P4                                                | 23:02:15 UTC                      |
| Eclipse lunar total en la constelación de Ofiuco. |                                   |

El eclipse lunar total tuvo lugar el 15 de junio de 2011. Es el primero de los dos eclipses lunares totales en 2011, el segundo ocurrirá el 10 de diciembre. Es raro relativamente un eclipse lunar total cuando la luna pasa por el centro de la sombra de la Tierra. El último eclipse lunar total fue el 20 de febrero de 2008. El próximo eclipse lunar total central será el 15 de abril del 2014.

## Visualización
Fue visible por completo en África, Asia central, oeste de África, Europa y en el este de Asia. En casi toda América del Sur, excepto Ecuador, partes de Perú y Colombia. En el oeste de Asia, y Australia, el eclipse de Luna fue visible justo antes del amanecer.

## Galería de fotos

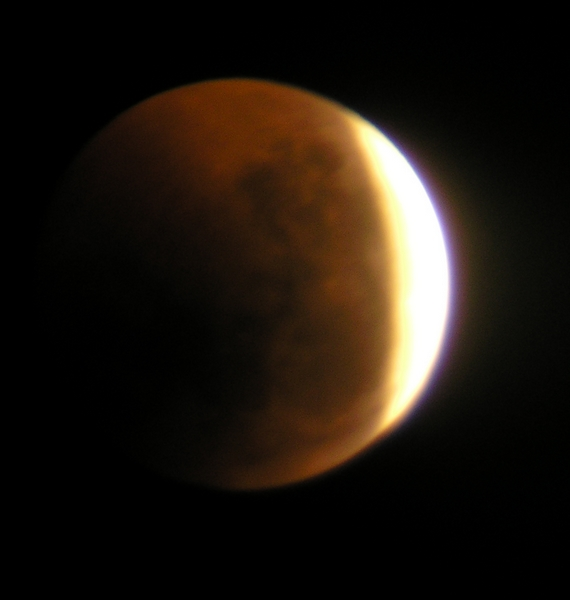
República Checa
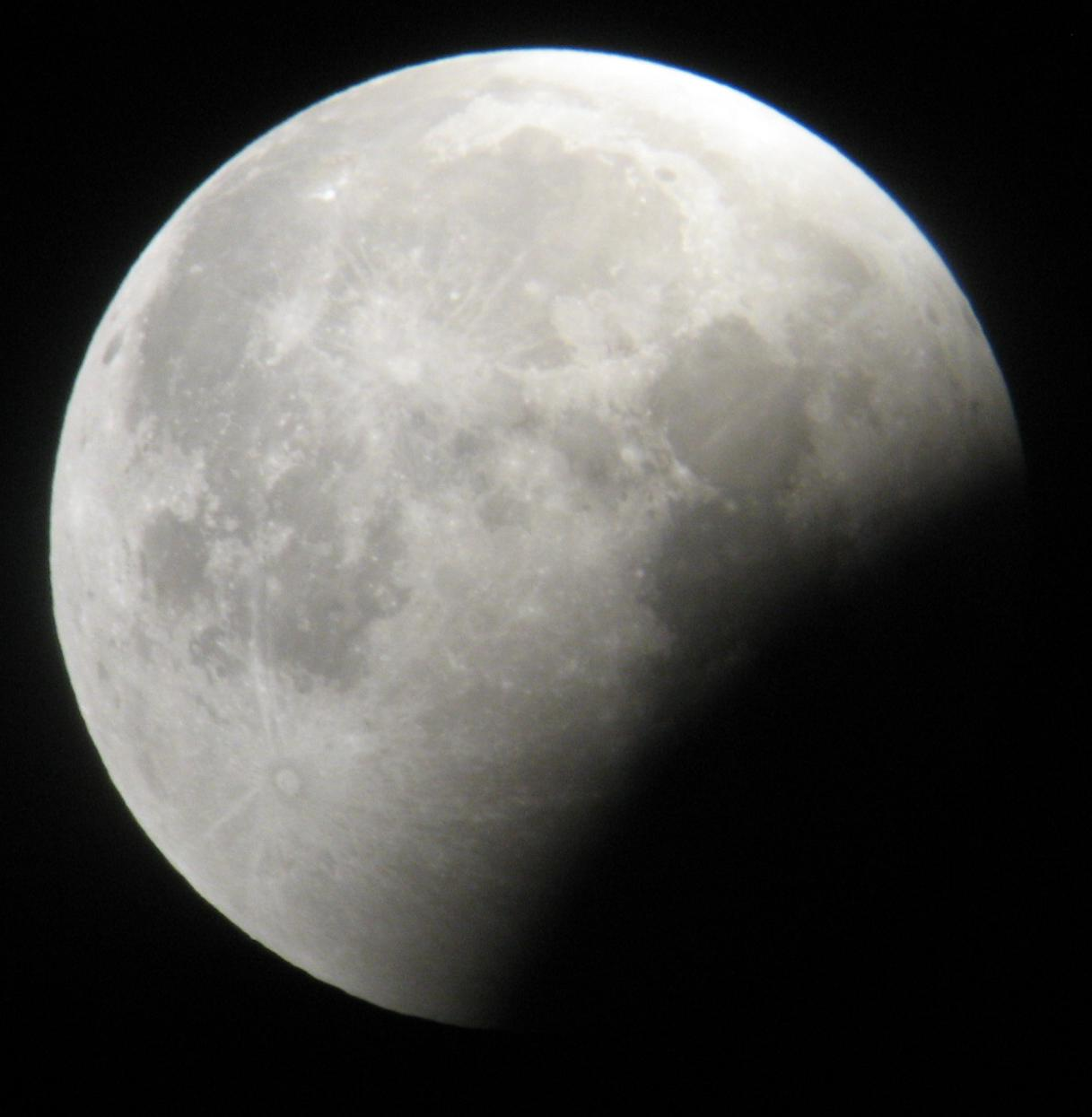
Hungría
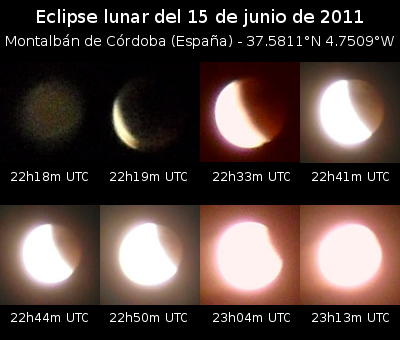
Montalbán de Córdoba (España)
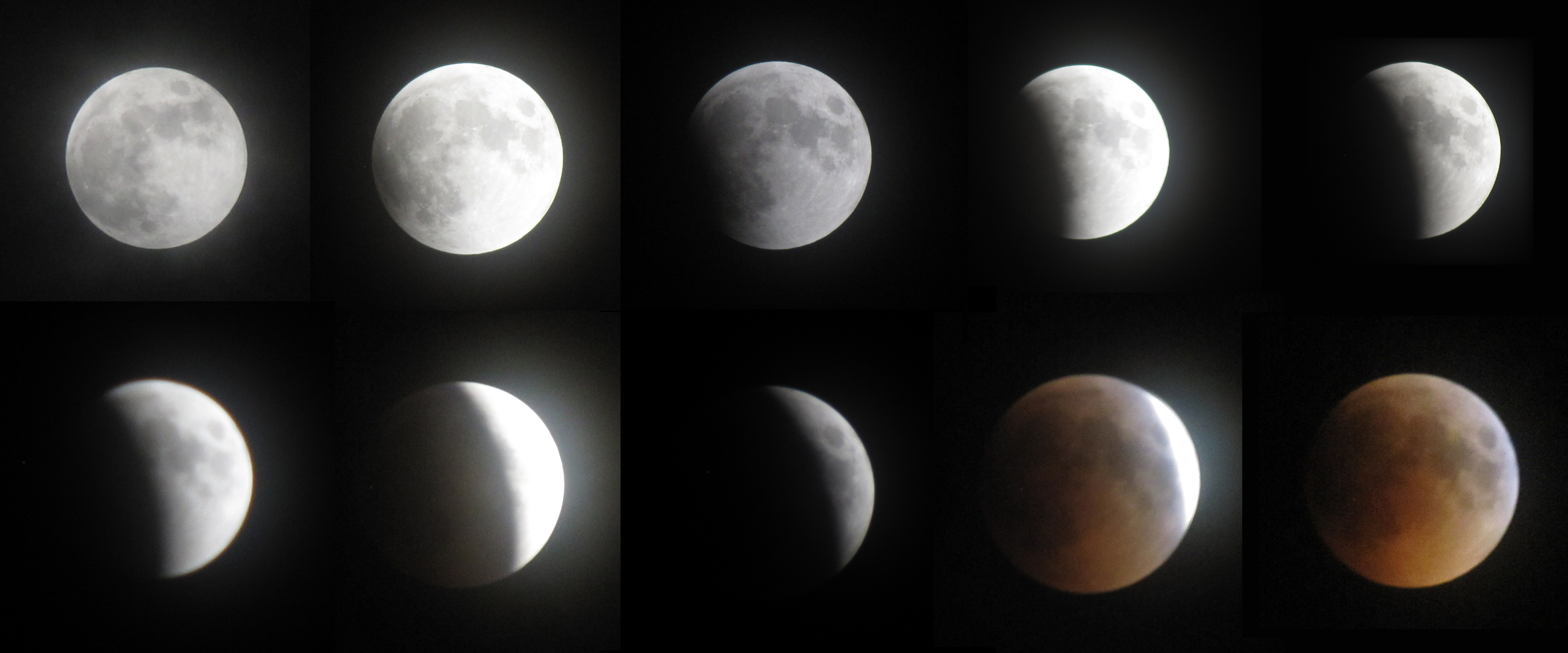
Mangalore, India
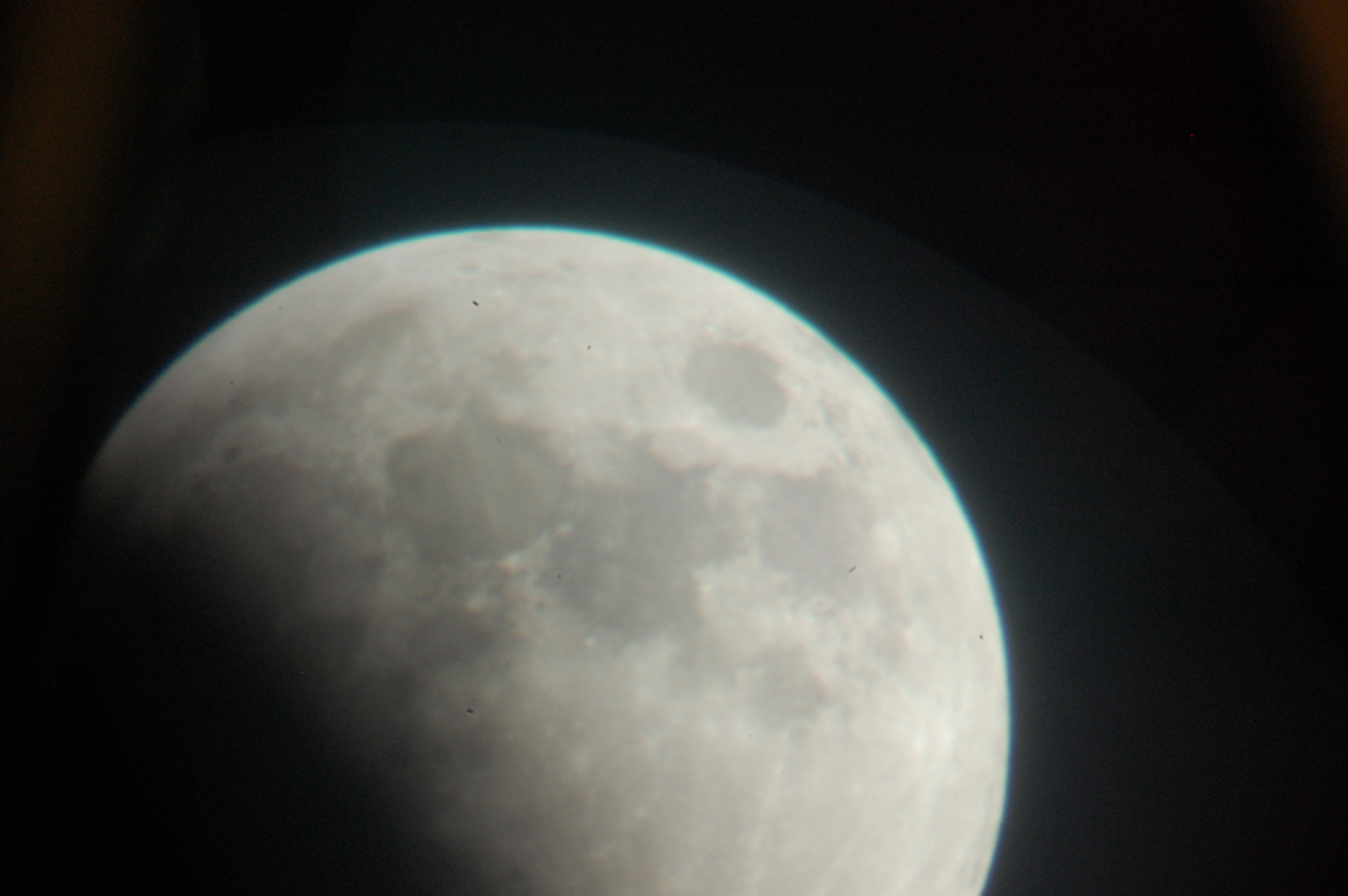
Abu Dabi, EAU
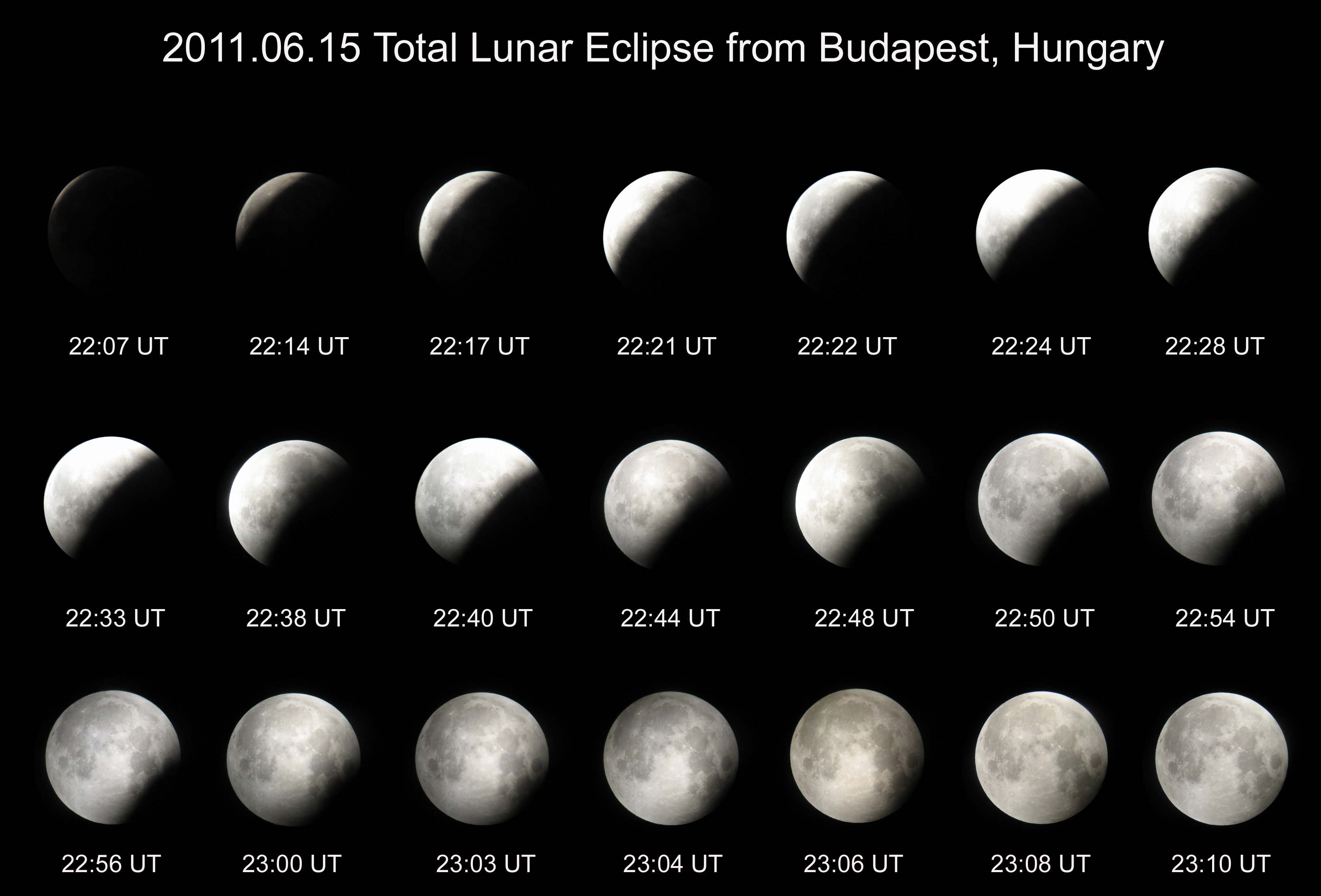
Budapest, Hungría